# Canal del Misterio
Canal del Misterio  es un programa de radio nocturno español, dirigido y presentado por  Nuria Mejías. En él se tratan temas relacionados con el denominado periodismo del misterio o periodismo de lo desconocido: misterios no resueltos, fenómenos paranormales, sucesos extraños, enigmas , leyendas, parapsicología, esoterismo,  historia antigua, ufología, ciencia, relatos,  etc.
Se emite en la radio 97.7 Radio Levante los viernes  de 1 a 2  de la madrugada y los domingos a las 1 de la madrugada , los martes en  Radio Millenium Alicante de 22:00 a 23:00 y en la radio en línea  Misterio Fm.
En julio de  2019 alcanzó la cifra récord de escuchas a través de ivoox con la cifra de 2.507.432 descargas/escuchas totales

## Secciones
- El Cajón de Nuria
- Actualidad
- El Consejo de la semana
- Crónica de sucesos
- El Symbolum
- Lo Insólito
- Astronomía
- Experiencias cercanas a la muerte
- Espiritualidad
- La Melodía de tu alma

## Equipo del programa
El equipo está compuesto por:
- Nuria Mejías     (dirección y presentación)
- María Toro     (redacción)
- Jose Vicente García (narración y dramatización)
- Juan Perdomo     (redacción)
- Dra. Mar Robledo (redacción)
- Ioannis Koutsourais  (redacción)
- Jose Miguel González (ayudante redes sociales)
- Paola Montoya  (redacción)
- Tessa Romero (redacción)
- Marcelo Mayer (creador musical)
- Yolanda Robles (redacción)

## Colaboraciones y menciones
El grupo Hepta comparte una de las entrevistas realizadas en el programa a Paloma Navarrete estuvo presentando su libro "Otras Fronteras, Otras Realidades - El Aprendiz De Brujo"

## Invitados destacados
Destacan:
- Juan José Benítez
- Josep Guijarro
- Jesús Callejo
- Sol Blanco Soler
- Paloma Navarrete
- Miguel Pedrero
- Carlos Gabriel Fernández
- Mado Martínez (enlace roto disponible en Internet Archive; véase el historial, la primera versión y la última).
- Javier Arríes
- Daniel Chumillas
- Clara Tahoces
- Fran Contreras
- Miguel Ángel Pertierra[9]
- Javier Sierra[10]
- Iker Jiménez, Carmen Pórter y Juan Villa[11]